# Nattferd
Nattferd er debutalbummet fra det norske black metal-band Ragnarok. Det blev udgivet i maj 1995, og er senere blevet genudgivet med bonusspor i form af materiale fra bandets tidligere demoer.

## Spor
1. "Intro" – 01:53
2. "Pagan Land" – 02:34
3. "Age of Pride" – 07:04
4. "From the Darkest Deep" – 04:25
5. "Daudens Natt" – 06:40
6. "The Norse Winter Demon" – 04:51
7. "Hammerens Slag" – 03:09
8. "Minner Om Svunne Tider" – 04:23
9. "Et Vinterland i Nord" – 05:33
10. "Ragnarok" – 04:58
11. "Nattferd/Outro" – 02:12